# Lost in the Stars

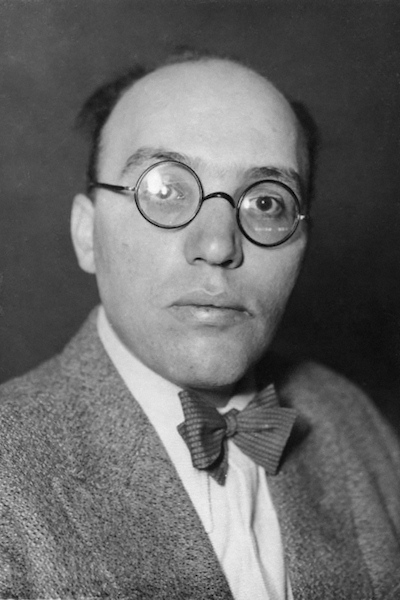
Photographie de Kurt Weil.

Lost in the Stars (titre original) est une tragédie musicale américaine, sur une musique de Kurt Weill, créée à Broadway en 1949.

## Argument
En Afrique du Sud, durant l'apartheid, le pasteur noir Stephen Kumalo se rend à Johannesbourg afin de rechercher son fils Absalom dont il est sans nouvelles. Il apprend que ce dernier a mal tourné et que, lors d'une tentative de cambriolage dans la maison d'un riche propriétaire blanc, il a tué le fils de ce dernier, Arthur Jarvis, le fils d'un avocat opposé à l'apartheid qui défend les droits des blancs.  
Stephen entre dans une crise de croyance parce que son fils pourrait soit mentir et continuer à vivre, soit dire la vérité et mourir. Absalom dit la vérité et est condamné à mort par pendaison.
Le matin de l'exécution, le pasteur, partagé entre son amour filial et ses convictions religieuses, attend seul que l'horloge sonne l'heure de l'exécution. De façon inattendue, le père de l'homme assassiné lui rend visite. Il dit à Stephen qu'il s'est rendu compte que tous deux ont perdu leur fils. Par reconnaissance de leur chagrin mutuel, et malgré leurs différentes races, il offre son amitié, et Stephen accepte.

## Fiche technique
- Titre original : Lost in the Stars
- Musique, orchestrations et arrangements : Kurt Weill
- Lyrics et livret : Maxwell Anderson, d'après le roman Pleure, ô pays bien-aimé (Cry, the Beloved Country) d'Alan Paton
- Mise en scène (et supervision de la production) : Rouben Mamoulian
- Costumes : Anna Hill Johnstone
- Genre : Tragédie musicale (sous-titre original)
- Date de la première : 30 octobre 1949
- Date de la dernière : 1er juillet 1950
- Nombre de représentations : 281
- Lieu : Music Box Theatre, Broadway (New York)

## Distribution originale
- Roy Allen : William
- Leslie Banks : James Jarvis
- Robert Byrn : Un policier
- Herbert Coleman : Alex
- Warren Coleman : John Kumalo
- Todd Duncan : Stephen Kumalo
- La Verne French : Le jeune homme
- William Greaves (en) : Matthew Kumalo
- Charles Grunwell : Eland
- Sheila Guyse : Linda
- Mabel Hart	: La jeune femme
- Georgette Harvey : Mme M'kize
- Gertrude Jeanette : Grace Kumalo
- Mark Kramer : L'homme blanc
- William Marshall : Hlabeni
- Inez Matthews : Irina
- Julian Mayfield : Absalom Kumalo
- Robert McFerrin : Un villageois
- Charles McRae : Paulus
- John Morley : Arthur Jarvis
- Van Prince	: Johannes Pafuri
- Biruta Ramoska : La femme blanche
- Judson Rees : Edward Jarvis
- Elayne Richards : Nita
- Frank Roane : Le maître de chant
- Jerome Shaw : Le chef d'équipe / Le garde
- Gloria Smith : Rose
- William C. Smith : Jared
- Guy Spaull : Le juge
- John W. Stanley : Burton

## Numéros musicaux
| Acte I - The Hills of Ixtapo (le maître de chant, chœur) - Thousands of Miles (Stephen Kumalo) - Train to Johannesburg (le maître de chant, chœur) - The Search (Stephen Kumalo, le maître de chant, chœur) - The Little Grey House (Stephen Kumalo, chœur) - Who'll Buy ? (Linda) - Trouble Man (Irina) - Murder in Parkwold (chœur) - Fear (chœur) - Lost in the Stars (Stephen Kumalo, chœur) | Acte II - The Wild Justice (le maître de chant, chœur) - O Tixo, Tixo, Help Me (Stephen Kumalo) - Stay Well (Irina) - Cry, the Beloved Country (le maître de chant, chœur) - Big Mole (Alex) - A Bird of Passage (un villageois, chœur) - Thousands of Miles - reprise (chœur) |

## Reprise à Broadway
- 1972 : 39 représentations en avril et mai, à l'Imperial Theatre, décors d'Oliver Smith, avec notamment Giancarlo Esposito (Alex), Jack Gwillim (James Jarvis), Rosetta LeNoire (Grace Kumalo) et Brock Peters (Stephen Kumalo).

## Distinction
L’enregistrement de l’œuvre avec la distribution originale sur le label discographique Decca Records e reçu le Grammy Hall of Fame Award en 2013.

## Adaptation au cinéma
- 1974 : Lost in the Stars, film américain de Daniel Mann, sorti en 1974, avec Brock Peters (Stephen Kumalo), Melba Moore (Irina).

## Note
1. ↑  Contrairement à ce que mentionnent par erreur certaines sources, il ne s'agit pas d'une comédie musicale.
2. ↑  (en) « Grammy Hall of Fame Award », sur grammy.com